# بيل فيتش
بيل فيتش (بالإنجليزية: Bill Fitch) مواليد 19 مايو 1934 في دافنبورت، هو لاعب كرة سلة أمريكي محترف سابق ومدرب. درب عدة فرق في الرابطة الوطنية لكرة السلة مثل بوسطن سيلتكس، بروكلين نتس، كليفلاند كافالييرز، هيوستن روكتس ولوس أنجلوس كليبرز. فاز مع بوسطن سيلتكس بلقب الرابطة الوطنية لكرة السلة في موسم 1980–81.

## روابط خارجية
- بيل فيتش على موقع سبورتس رفرنس (الإنجليزية)
- بيل فيتش على موقع كلية كرة السلة في سبورتس رفرنس.كوم (الإنجليزية)
- بيل فيتش على موقع قاعة آيوا للمشاهير الرياضية (الإنجليزية)